# Andre Gray
Andre Anthony Gray (Wolverhampton, 26 juni 1991) is een Jamaicaans-Engels voetballer die doorgaans speelt als spits. In januari 2025 verruilde hij Plymouth Argyle voor Fatih Karagümrük. Gray maakte in 2021 zijn debuut in het Jamaicaans voetbalelftal.

## Clubcarrière
Gray speelde in de opleiding van Wolverhampton Wanderers, maar verkaste in 2004 naar Shrewsbury Town om daarvoor te debuteren in het betaald voetbal, in de League Two. Shrewsbury verhuurde hem in 2009 aan AFC Telford en in maart 2010 aan Hinckley United. Met beide ploegen kwam uit in de Conference North. Hinckley nam Gray drie maanden na zijn komst definitief over. Twee seizoenen achtereen wist hij meer dan tien competitiedoelpunten te maken en op 22 maart 2012 huurde Luton Town hem, een divisie hoger.
De overgang werd in de zomer van dat jaar permanent gemaakt door beide clubs en de speler. Gray beleefde in dienst van Luton Town in het seizoen 2013/14 zijn persoonlijke topjaar met dertig competitiedoelpunten in vierenveertig wedstrijden. Gray tekende op 27 juni 2014 voor drie jaar bij Brentford. Daarmee ging hij spelen in de Championship, hoger dan hij ooit daarvoor deed. Hij eindigde dat jaar als vijfde op de ranglijst met de club en droeg daaraan bij met onder meer zeventien doelpunten.
Gray begon aan het volgende seizoen bij Brentford met twee goals in twee speelrondes, maar tekende in augustus 2015 een contract tot medio 2018 bij Burnley. Dat degradeerde in het voorgaande seizoen uit de Premier League. Het betaalde circa twaalfenhalf miljoen euro voor hem aan Brentford, een record voor Burnley. Gray groeide met vijfentwintig treffers uit tot topscorer van het Championship in het seizoen 2015/16 en promoveerde met Burnley naar de Premier League.
De aanvaller verkaste tijdens de zomerse transfermarkt in 2017 voor een bedrag van circa twintig miljoen euro naar Watford, waar hij zijn handtekening zette onder een verbintenis voor de duur van vijf seizoenen. Medio 2021 verhuurde Watford hem voor een jaar aan Queens Park Rangers. In de zomer van 2022 verliep zijn verbintenis bij Watford, waarop hij voor vier jaar bij Aris Saloniki tekende. Na een jaar werd zijn verbintenis in onderling overleg ontbonden. Hierop tekende hij voor twee seizoenen bij Al-Riyad. Een jaar later mocht Gray alweer vertrekken. Hierop zat hij een paar maanden zonder club, voor Plymouth Argyle hem aantrok tot het einde van het kalenderjaar. Hierna tekende hij voor Fatih Karagümrük.

## Clubstatistieken
| Seizoen | Club             | Competitie       | Competitie | Competitie | Beker | Beker | Internationaal | Internationaal | Totaal | Totaal |
| Seizoen | Club             | Competitie       | Wed.       | Dlp.       | Wed.  | Dlp.  | Wed.           | Dlp.           | Wed.   | Dlp.   |
| ------- | ---------------- | ---------------- | ---------- | ---------- | ----- | ----- | -------------- | -------------- | ------ | ------ |
| 2009/10 | Shrewsbury Town  | League Two       | 4          | 0          | 1     | 0     | —              | —              | 5      | 0      |
| 2009/10 | AFC Telford      | Conference North | 6          | 1          | 0     | 0     | —              | —              | 6      | 1      |
| 2009/10 | Hinckley United  | Conference North | 5          | 0          | 0     | 0     | —              | —              | 5      | 0      |
| 2010/11 | Hinckley United  | Conference North | 31         | 13         | 4     | 1     | —              | —              | 35     | 14     |
| 2011/12 | Hinckley United  | Conference North | 34         | 16         | 11    | 7     | —              | —              | 45     | 23     |
| 2011/12 | Luton Town       | National League  | 12         | 7          | 0     | 0     | —              | —              | 12     | 7      |
| 2012/13 | Luton Town       | National League  | 44         | 17         | 10    | 3     | —              | —              | 54     | 20     |
| 2013/14 | Luton Town       | National League  | 44         | 30         | 1     | 0     | —              | —              | 45     | 30     |
| 2014/15 | Brentford        | Championship     | 47         | 17         | 3     | 1     | —              | —              | 50     | 18     |
| 2015/16 | Brentford        | Championship     | 2          | 2          | 0     | 0     | —              | —              | 2      | 2      |
| 2015/16 | Burnley          | Championship     | 41         | 23         | 1     | 0     | —              | —              | 42     | 23     |
| 2016/17 | Burnley          | Premier League   | 32         | 9          | 4     | 1     | —              | —              | 36     | 10     |
| 2017/18 | Watford          | Premier League   | 31         | 5          | 2     | 0     | —              | —              | 33     | 5      |
| 2018/19 | Watford          | Premier League   | 29         | 7          | 5     | 2     | —              | —              | 34     | 9      |
| 2019/20 | Watford          | Premier League   | 23         | 2          | 4     | 0     | —              | —              | 27     | 2      |
| 2020/21 | Watford          | Championship     | 30         | 5          | 1     | 0     | —              | —              | 31     | 5      |
| 2021/22 | → QPR            | Championship     | 28         | 10         | 2     | 0     | —              | —              | 30     | 10     |
| 2022/23 | Aris Saloniki    | Super League     | 32         | 8          | 3     | 0     | 4              | 5              | 39     | 13     |
| 2023/24 | Al-Riyad         | Saudi Pro League | 26         | 7          | 1     | 0     | —              | —              | 27     | 7      |
| 2024/25 | Plymouth Argyle  | Championship     | 13         | 3          | 0     | 0     | —              | —              | 13     | 3      |
| 2024/25 | Fatih Karagümrük | 1. Lig           | 0          | 0          | 0     | 0     | —              | —              | 0      | 0      |
| Totaal  | Totaal           | Totaal           | 514        | 182        | 53    | 15    | 4              | 5              | 571    | 202    |

Bijgewerkt op 16 januari 2025.

## Interlandcarrière
Gray maakte zijn debuut in het Jamaicaans voetbalelftal op 25 maart 2021, toen met 4–1 verloren werd van de Verenigde Staten in een vriendschappelijke wedstrijd. Gray mocht van bondscoach Theodore Whitmore in de basis starten en zag de Amerikanen Sergiño Dest en Brenden Aaronson scoren, waarna hij de assist gaf op de aansluitingstreffer van Jamal Lowe. Door twee goals van Sebastian Lletget liepen de VS toch weer uit. De andere Jamaicaanse debutanten dit duel waren Ethan Pinnock (Brentford), Liam Moore (Reading), Amari'i Bell (Blackburn Rovers), Jamal Lowe (Swansea City), Kasey Palmer (Bristol City), Curtis Tilt (Wigan Athletic), Luca Levee, Renaldo Wellington (beiden Harbour View) en Jabari Hylton (Pensacola). Op 7 juni 2021 maakte de aanvaller tijdens zijn tweede interlandoptreden zijn eerste doelpunt. In een oefenduel met Servië opende hij na bijna een halfuur spelen de score. Uiteindelijk werd het door een gelijkmaker van Strahinja Pavlović nog 1–1.
| Interlands van Andre Gray voor Jamaica | Interlands van Andre Gray voor Jamaica | Interlands van Andre Gray voor Jamaica | Interlands van Andre Gray voor Jamaica | Interlands van Andre Gray voor Jamaica | Interlands van Andre Gray voor Jamaica | Interlands van Andre Gray voor Jamaica |
| №                                      | Datum                                  | Wedstrijd                              | Uitslag                                | Competitie                             | Goals                                  |                                        |
| Als speler bij Watford                 | Als speler bij Watford                 | Als speler bij Watford                 | Als speler bij Watford                 | Als speler bij Watford                 | Als speler bij Watford                 | Als speler bij Watford                 |
| -------------------------------------- | -------------------------------------- | -------------------------------------- | -------------------------------------- | -------------------------------------- | -------------------------------------- | -------------------------------------- |
| 1                                      | 25 maart 2021                          | Verenigde Staten – Jamaica             | 4 – 1                                  | Vriendschappelijk                      |                                        |                                        |
| 2                                      | 7 juni 2021                            | Servië – Jamaica                       | 1 – 1                                  | Vriendschappelijk                      | 29'                                    |                                        |
| 3                                      | 16 juli 2021                           | Guatemala – Jamaica                    | 1 – 2                                  | Gold Cup 2021                          |                                        |                                        |
| 4                                      | 20 juli 2021                           | Costa Rica – Jamaica                   | 1 – 0                                  | Gold Cup 2021                          |                                        |                                        |
| 5                                      | 25 juli 2021                           | Verenigde Staten – Jamaica             | 1 – 0                                  | Gold Cup 2021                          |                                        |                                        |
| Als speler bij Queens Park Rangers     |                                        |                                        |                                        |                                        |                                        |                                        |
| 6                                      | 10 oktober 2021                        | Jamaica – Canada                       | 0 – 0                                  | WK 2022 kwalificatie                   |                                        |                                        |
| 7                                      | 13 oktober 2021                        | Honduras – Jamaica                     | 0 – 2                                  | WK 2022 kwalificatie                   |                                        |                                        |
| 8                                      | 27 januari 2022                        | Jamaica – Mexico                       | 1 – 2                                  | WK 2022 kwalificatie                   |                                        |                                        |
| 9                                      | 30 januari 2022                        | Panama – Jamaica                       | 3 – 2                                  | WK 2022 kwalificatie                   | 86'                                    |                                        |
| 10                                     | 2 februari 2022                        | Jamaica – Costa Rica                   | 0 – 1                                  | WK 2022 kwalificatie                   |                                        |                                        |
| 11                                     | 24 maart 2022                          | Jamaica – El Salvador                  | 1 – 1                                  | WK 2022 kwalificatie                   | 72'                                    |                                        |
| 12                                     | 30 maart 2022                          | Jamaica – Honduras                     | 2 – 1                                  | WK 2022 kwalificatie                   |                                        |                                        |
| Als speler bij Aris Saloniki           |                                        |                                        |                                        |                                        |                                        |                                        |
| 13                                     | 27 september 2022                      | Jamaica – Argentinië                   | 0 – 3                                  | Vriendschappelijk                      |                                        |                                        |

Bijgewerkt op 16 januari 2025.

## Erelijst
| Championship | 1 | 2015/16 |